# برنارد زالومون
برنارد زالومون (بالفرنسية: Bernard Salomon)‏ هو رسام ونقاش فرنسي، ولد في عقد 1500 في ليون في فرنسا، وتوفي بنفس المكان في عقد 1560.

## وصلات خارجية
- برنارد زالومون على موقع الموسوعة البريطانية (الإنجليزية)